# Mexicaans curlingteam (gemengd)
Het Mexicaanse curlingteam vertegenwoordigt Mexico in internationale curlingwedstrijden.

## Geschiedenis
Mexico nam voor het eerst deel aan een groot toernooi tijdens het WK voor gemengde landenteams van 2022 in het Schotse Aberdeen. De Mexicaanse ploeg won diens openingswedstrijd tegen Luxemburg en won ook nog de wedstrijd tegen Engeland.

## Mexico op het wereldkampioenschap
| Jaar | Plaats        | Skip           | WG            | W             | V             | PV            | PT            |
| ---- | ------------- | -------------- | ------------- | ------------- | ------------- | ------------- | ------------- |
| 2015 | Geen deelname | Geen deelname  | Geen deelname | Geen deelname | Geen deelname | Geen deelname | Geen deelname |
| 2016 | Geen deelname | Geen deelname  | Geen deelname | Geen deelname | Geen deelname | Geen deelname | Geen deelname |
| 2017 | Geen deelname | Geen deelname  | Geen deelname | Geen deelname | Geen deelname | Geen deelname | Geen deelname |
| 2018 | Geen deelname | Geen deelname  | Geen deelname | Geen deelname | Geen deelname | Geen deelname | Geen deelname |
| 2019 | Geen deelname | Geen deelname  | Geen deelname | Geen deelname | Geen deelname | Geen deelname | Geen deelname |
| 2022 | 26            | Diego Tompkins | 8             | 2             | 6             | 31            | 67            |
| 2023 | Geen deelname | Geen deelname  | Geen deelname | Geen deelname | Geen deelname | Geen deelname | Geen deelname |
| 2024 | Geen deelname | Geen deelname  | Geen deelname | Geen deelname | Geen deelname | Geen deelname | Geen deelname |